# Arpaçay (district)
Arpaçay is een Turks district in de provincie Kars en telt 21.673 inwoners (2007). Het district heeft een oppervlakte van 1285,2 km². Hoofdplaats is Arpaçay.
De bevolkingsontwikkeling van het district is weergegeven in onderstaande tabel.
| 1997   | 2000   | 2007   |
| ------ | ------ | ------ |
| 25.136 | 24.995 | 21.673 |